# مطار بورمة
مطار بورمة (إياتا: BXX) هو مطار يخدم مدينة بورمة عاصمة محافظة أودال في أرض الصومال، المطار متوقف عن العمل.